# 胡庄镇
胡庄镇，是中华人民共和国江苏省泰州市高港区下辖的一个行政建制镇。原属泰兴市，2008年时，由高港区代管。2009年时，为高港区辖镇。

## 行政区划
胡庄镇下辖以下地区：
汪群社区、胡庄社区、赵市村、薛垛村、戴陈村、刘荡村、单王村、刘元村、史庄村、庵桥村、杨营村、周马村、宗林村、丁庄村、田野村和陈隆村。